# Ataxia alpha
Ataxia alpha är en skalbaggsart som beskrevs av Chemsak och Noguera 1993. Ataxia alpha ingår i släktet Ataxia och familjen långhorningar.
Artens utbredningsområde är Nicaragua. Inga underarter finns listade.